# Умови Вольфе
У необмеженій проблемі мінімізації умови Вулфа - це сукупність нерівностей для здійснення приблизного пошуку ліній, особливо у квазі-Ньютонових методах, вперше опублікованих Філіпом Вулфом у 1969 році.
У цих методах головна ідея - це знайти
{\displaystyle \min _{x}f({\mathbf {x} })}
Для певної гладкої функції {\displaystyle f:\mathbb {R} ^{n}\to \mathbb {R} .} Кожен крок часто включає наближене вирішення підпроблеми
{\displaystyle \min _{\alpha }f({\mathbf {x} }_{k}+\alpha {\mathbf {p} }_{k})}
де {\displaystyle {\displaystyle \mathbf {x} _{k}}} - це найкраща поточна апроксимація, {\displaystyle {\displaystyle \mathbf {p} _{k}\in \mathbb {R} ^{n}}} няпрямок пошуку і {\displaystyle {\displaystyle \alpha \in \mathbb {R} }} довжина кроку.
Приблизний лінійний пошук забезпечує ефективний спосіб обчислення прийнятної довжини кроку {\displaystyle {\alpha }}, що знижує цільову функцію "достатньо", а не мінімізує ЇЇ на {\displaystyle {\displaystyle \alpha \in \mathbb {R} ^{+}}}. Алгоритм лінійного пошуку може використовувати умови Вулфа як вимогу для будь-якої апроксимації {\displaystyle {\alpha }}, перш ніж знайти новий напрямок пошуку {\displaystyle {\displaystyle \mathbf {p} _{k}}}.

## Правило Армійо і кривизна
Довжина кроку {\displaystyle {a_{k}}} відповідає умовам Вулфа, обмеженим напрямком {\displaystyle {\displaystyle \mathbf {p} _{k}}}, якщо мають місце дві нерівності:
{\displaystyle {\displaystyle {\begin{aligned}{\textbf {i)}}&\quad f(\mathbf {x} _{k}+\alpha _{k}\mathbf {p} _{k})\leq f(\mathbf {x} _{k})+c_{1}\alpha _{k}\mathbf {p} _{k}^{\mathrm {T} }\nabla f(\mathbf {x} _{k}),\\[6pt]{\textbf {ii)}}&\quad {-\mathbf {p} }_{k}^{\mathrm {T} }\nabla f(\mathbf {x} _{k}+\alpha _{k}\mathbf {p} _{k})\leq -c_{2}\mathbf {p} _{k}^{\mathrm {T} }\nabla f(\mathbf {x} _{k}),\end{aligned}}}}
із {\displaystyle {\displaystyle 0<c_{1}<c_{2}<1}} (В умові (ii), завуважте, щоб {\displaystyle \mathbf {p} _{k}} був напрямком спуску, ми маємо {\displaystyle {\displaystyle \mathbf {p} _{k}^{\mathrm {T} }\nabla f(\mathbf {x} _{k})<0}}, як у випадку спуску градієнта, де {\displaystyle {\displaystyle \mathbf {p} _{k}=-\nabla f(\mathbf {x} _{k})}}, або Ньютон – Рафсон, де {\displaystyle {\displaystyle \mathbf {p} _{k}=-\mathbf {H} ^{-1}\nabla f(\mathbf {x} _{k})}} де {\displaystyle {\displaystyle \mathbf {H} }} позитивно визначена.)
{\displaystyle c_{1}}зазвичай обирається зовсім невеликим, тоді як {\displaystyle c_{2}} значно більший; Nocedal і Wright дають приклади значень {\displaystyle {\displaystyle c_{1}=10^{-4}}} і {\displaystyle {\displaystyle c_{2}=0.9}} для методів Ньютона або квазі-Ньютона і {\displaystyle {\displaystyle c_{2}=0.1}} для нелінійного методу градієнта спряжених. Нерівність i) відома як правило Армійо та ii) як умова кривизни; i) гарантує, що довжина кроку {\displaystyle {\alpha _{k}}} зменшує {\displaystyle f}  'достатньо', і ii) забезпечує зменшення нахилу в достатній мірі. Умови i) та ii) можуть бути інтерпретовані відповідно до надання верхньої та нижньої меж допустимих значень довжини кроку.

## Сильний умови Вулфа на кривизні
Позначимо одновимірну функцію {\displaystyle {\displaystyle \varphi }} обмеженою в напрямку {\displaystyle {\displaystyle \mathbf {p} _{k}}} як {\displaystyle {\displaystyle \varphi (\alpha )=f(\mathbf {x} _{k}+\alpha \mathbf {p} _{k})}}. Умови Вулфа можуть призвести до значення довжини кроку, не близького до мінімізатора {\displaystyle \varphi }. Якщо ми змінимо умову кривизни на наступне,
{\displaystyle {\displaystyle {\textbf {iii)}}\quad {\big |}\mathbf {p} _{k}^{\mathrm {T} }\nabla f(\mathbf {x} _{k}+\alpha _{k}\mathbf {p} _{k}){\big |}\leq c_{2}{\big |}\mathbf {p} _{k}^{\mathrm {T} }\nabla f(\mathbf {x} _{k}){\big |}}}
то i) та iii) разом утворюють так звані сильні умови Вулфа і змушують {\displaystyle {\displaystyle \alpha _{k}}} лежати близько до критичної точки {\displaystyle \varphi }.

## Обґрунтування
Основна причина накладення умов Вульфа в алгоритмі оптимізації, де {\displaystyle {\mathbf {x} }_{k+1}={\mathbf {x} }_{k}+\alpha {\mathbf {p} }_{k}} забезпечить збіжність градієнта до нуля. Зокрема, якщо косинус кута між {\displaystyle {\displaystyle \mathbf {p} _{k}}} та градієнтом,
{\displaystyle \cos \theta _{k}={\frac {\nabla f({\mathbf {x} }_{k})^{\mathrm {T} }{\mathbf {p} }_{k}}{\|\nabla f({\mathbf {x} }_{k})\|\|{\mathbf {p} }_{k}\|}}}
обмежений від нуля, а умови i) та ii) виконуються, тоді {\displaystyle {\displaystyle \nabla f(\mathbf {x} _{k})\rightarrow 0}}.
Додатковою мотивацією у випадку квазі-Ньютонського методу є те, що якщо {\displaystyle {\displaystyle \mathbf {p} _{k}=-B_{k}^{-1}\nabla f(\mathbf {x} _{k})}}, де матриця {\displaystyle B_{k}} оновлюється формулою BFGS або DFP, тоді якщо {\displaystyle B_{k}} є позитивно визначеною ii) означає {\displaystyle B_{k+1}} також є позитивно визначеню.